# Parona (Italië)
Parona is een gemeente in de Italiaanse provincie Pavia (regio Lombardije) en telt 1793 inwoners (31-12-2004). De oppervlakte bedraagt 9,3 km², de bevolkingsdichtheid is 205 inwoners per km².

## Demografie
Parona telt ongeveer 739 huishoudens. Het aantal inwoners steeg in de periode 1991-2001 met 13,2% volgens cijfers uit de tienjaarlijkse volkstellingen van ISTAT.
| Jaar | Inwoneraantal |
| ---- | ------------- |
| 1991 | 1500          |
| 2001 | 1698          |

## Geografie
De gemeente ligt op ongeveer 113 m boven zeeniveau.
Parona grenst aan de volgende gemeenten: Albonese, Cilavegna, Mortara, Vigevano.